# آرابيا دوت كوم
آرابيا دوت كوم (بالإنجليزية: Arabia.com)‏، موقع ويب عربي تأسس عام 1995 وكان أول بوابة إلكترونية عربية، بدأت فكرة المشروع كمحاولة لتأسيس موقع وبوابة تكون باللغة العربية على غرار المواقع الشهيرة وقتها مثل: ياهو و AOL وغيرها بالإضافة إلى تقديم خدمات أخرى مثل البريد الإلكتروني ومواقيت الصلاة وغيرها، ونجح المشروع في استقطاب دعم العديد من الشركات الكبرى والمستثمرين أبرزهم الوليد بن طلال وإنتل وأتش بي وغيرها، وأستطاعوا تأسيس شركة (أريبيا أون لاين) لتكون نواه لأول شركة عربية من نوعها.
تعرض الموقع لمشاكل كبيرة عام 1999 بسبب فقاعة الإنترنت وتدهور وضع الشركة وتم حلها وبيع النطاق لشركة أخرى وتم تأسيسه كبوابة إلكترونية من جديد قبل أن يتم غلق الموقع رسمياً عام 2005.

## تاريخ الشركة
بدأت فكرة مشروع أرابيا دوت كوم عن طريق الشاب الأردني وقتها خلدون طبازة، والذي حضر إطلاق أحد منتجات IBM في ميونيخ في عام 1994 وأعجب بفكرة الأنترنت والبوابات الإلكترونية وقتها، وبعد أن ألتحق هو وصديقه أحمد حميض ألتقوا مع أسامة الشريف وهو صحفي متمرس ومعلق سياسي كان قد أنشأ جريدة أسبوعية تصدر باللغة الإنجليزية تسمى (ذا ستار) وحاولوا للاستعانة به من أجل إتاحة الفرصة لهم للكتابة عن مجال التقنية والإعلام وسمح لهم بذلك، ونجحت كتباتهم في جذب أنتباه ناشر مجلة «بايت» من مقره في نيويورك وهي مجلة حاسوب كانت مؤثرة بشكل كبير خلال أوجها في الثمانينات، عرض على طبازة أن ينتج طبعة باللغة العربية من مجلة «بايت» بشرط أن يمول بنفسه هذا المشروع، ونجح في إقناع رمزي زيني مؤسس والرئيس التنفيذي لشركة STS ووافق على مساعدته في تمويل المشروع وتم إطلاق النسخة العربية في 1994، وكان بجانب «بايت» حصلت الشركة أيضًا على حقوق لإنتاج مجموعة من الطبعات المعربة الأخرى من مجلات ذات أسماء كبيرة مثل مجلة العلوم الشعبية «بوبيولر ساينس».
ساعدت مجلتهم الوليدة في إطلاق البوابة الإلكترونية وطرحت في البداية تحت اسم Arabia Online في مارس 1995 وأعيدت تسميتها لتصبح Arabia.com بعد وقت قليل، وكان الموقع يتناول خليطًا من الأخبار والرياضة والدردشة والسفر وانضمت إلى عدة بلدان في أنحاء المنطقة.
واجه المشروع مشكلات كبيرة سببها عدم انتشار الأنترنت التجاري، وكانت خدمات الإنترنت على نطاق واسع لم تصل الأردن حتى عام 1997، وما زاد الأمر صعوبة هو أن استخدام الأنترنت كان يتطلب دفع فواتير مكالمات هاتفية دولية، ولكن استطاع الموقع الاستعانة بالإعلانات، ورغم قلة عدد مستخدمي الأنترنت وقتها إلا عدد الداخلين إلى الموقع بلغ أكثر من 80% من إجمالي مستخدمي الإنترنت في الأردن.
ولكن في صيف عام 1998 تلقى فريق الموقع خبراً سيء بقيام مجلة مجلة بايت أحد أهم مصادر الدخل الرئيسية لهم بالتحول إلى موقع إلكتروني وإلغاء المجلة المطبوعة ورقياً، مما اضطر طبازة لأن يضع كل ما لديه في موقع أرابيا كمشروع مستقل.
ساعدة فورة الـ(دوت كوم) في تحفيز المستثمرين لأستثمار مبالغ كبيرة في التكنولوجيا عبر العالم، وكان منهم الأمير الوليد بن طلال الذي أعجب بنتائج ونشاط الموقع وقرر شراء 50% من Arabia.com مقابل 1.5 مليون دولار، أخذت الشركة تنمو بسرعة وتضاعف عدد الطاقم أربع مرات وأصبح 75 فردًا، أصبح رمزي زيني المدير التنفيذي لـArabia.com وانضم إلى الفريق عدد من موظفي الشركات العملاقة مثل بيبسي وهيلتون، وافتتح أيضًا مكتب جديد في برج الإمارات بدبي لكي يكون مقر جديد للشركة.

## تدهور الموقع وغلقه
تتعرض الشركة لمشاكل مالية بسبب فقاعة الإنترنت عام 1999 والتي جعلت الكثير من المستثمرين يحجمون على الاستثمار في شركات ومواقع الأنترنت، وكانت الشركة لم تجمع استثمارات إلا بنجو 25 مليون دولار فقط مما حرمها من فرصة تحويلها لشركة عامة يتم تدول أسهمها بالبورصة، كما أن الشركة قد أنفقت مبالغ ضخمة في عقد شراكا واتفاقيات مع شركات مزودي الأنترنت لزيادة قاعدة زوار ومستخدمي البوابة الإلكترونية.
الأزمة المالية أستمرت مع الشركة حتى عام 2001 جعل شركة أرابيا تتوقف وتم بيع الأصول وانتهى عملها، وتم بيع النطاق لشركة أخرى عام 2002.
قام ملاك الشركة الجديد بإعادة إحياء البوابة من جديد وأستمرت لفترة حتى توقفت نهائياً في أغسطس 2005.

## خدمات الموقع
خدمات عامة وأخبار
مجموعة واسعة من الموضوعات التي تشمل التغطية المتواصلة للأخبار العامة والرياضة والأخبار الاقتصادية إضافة إلى موضوعات وافية ومسلية تتضمن الأخبار اليومية الخفيفة والكتب والموسيقى وآخر الأفلام، معلومات عن مختلف بلدان العالم العربي وقناة عن الإسلام وقنوات عن أحداث وموضوعات خاصة مثل قنوات خدمية كدليل التلفزيون وحالة الطقس وبطاقات المعايدة الإلكترونية وبرجك اليوم.
البريد الإلكتروني
يوفر البريد الإلكتروني منarabia.com القدرة على الكتابة باللغة العربية حتى مع استخدام أنظمة تشغيل ومتصفحات الإنترنت التي لا تدعم العربية إضافة إلى تمكين المستخدم من تدقيق الإملاء باللغة الإنجليزية.
وإضافة إلى عنوان البريد العادي وهو xyzarabia.com فإنه يمكن للمستخدمين أيضا اختيار عنوان بريد إلكتروني ثان من بين 22 اسما من أسماء نطاقات البريد الجذابة. كما تقدم arabia.com أكبر سعة لصندوق بريد متوفر على الشبكة العالمية مع توفير حيز بريد مجانا بسعة 10 ميجابايت على الشبكة.
الدردشة والنقاشات
استضاف الموقع دردشات حية مع الشخصيات الشهيرة والمؤثرة في العالم العربي منهم: الشيخ محمد بن راشد والمفكر روجيه غارودي ومنصور الرحباني ونجدت أنزور وكاظم الساهر وهشام سليم ومحمد فؤاد وغيرهم.
كما كانت تستضيف منتديات باللغتين العربية والإنجليزية نقاشات حية ومسلية تتناول موضوعات وتبادل المعلومات في كثير من الأحيان حول موضوعات مختلفة.
البحث
أحتوى الموقع على أداة بحث متكاملة باللغتين العربية والإنجليزية وقد كان من أوائل محركات البحث العربية، وأعتمد فيها على الفهرس العالمي لمحرك البحث غوغل Google الذي يضم مليارات الصفحات على شبكة الإنترنت، ونجح الموقع في إطلاق نظام بحث خاص في مجال الأعمال والاقتصاد بالتعاون مع شركة هوفر.
التسوق
أتاح الموقع الفرصة للزوار للتسوق وكان يشمل مصنفات الموسيقى العربية والكتب والأفلام السينمائية والبرمجيات مع توفرها بأسعار التسوق العادية وذلك عبر الإبحار السلس وسهولة إيجاد المحال التجارية وكانت أيضاً خدمة مميزة والأولى في الوطن العربي وقتها.

## وصلات خارجية
- نسخة من أخر ظهور لموقع آرابيا دوت كوم قبل غلقه نهائياً في أغسطس 2005 من على موقع أرشيف الإنترنت